# Horná Lehota (Brezno)
|  | No s'ha de confondre amb Horná Lehota (Dolný Kubín). |

Horná Lehota és un poble i municipi d'Eslovàquia. Es troba a la regió de Banská Bystrica.

## Història
La primera menció escrita de la vila es remunta al 1406.

## Demografia
| Godina             | 1994 | 2004    | 2014   | 2024   |
| ------------------ | ---- | ------- | ------ | ------ |
| Nombre de persones | 647  | 562     | 596    | 559    |
| Diferència         |      | −13,13% | +6,04% | −6,20% |

| Godina             | 2023 | 2024   |
| ------------------ | ---- | ------ |
| Nombre de persones | 571  | 559    |
| Diferència         |      | −2,10% |

## Persones il·lustres
- Samo Chalupka (1812-1883): sacerdot luterà i poeta romàntic eslovac.